# آبدزدک اروپایی
آبدزدک اروپایی (نام علمی: Gryllotalpa gryllotalpa) نام یک گونه از تیره آبدزدک است.

## تولید صدا در آبدزدک اروپایی
سامانه صوتی در آبدزدکها، اغلب در روابط درون‌گونهای استفاده میشود که بخش مهمی از فرایند تولید مثلی آنها است. الگو و بسامد این صداها ویژه هر گونه میباشد. افراد نر آبدزدک اروپایی با مالش دادن بالهای جلویی خود به یکدیگر صدا تولید مینمایند. در این فرایند، عضو موسوم به سوهان که در بخش خارجی بالهای جلویی قرار دارد به دندانههای موجود در سطح زیرین رگبال Cu۲ مالش داده میشود. افراد نر برای تولید صدا اقدام به حفر دالان صوتی مینمایند که گاه دارای یک ورودی در سطح خاک هستند. شکل دالانها جهت تقویت صدا مانند شیپوری است که در انتها به دو یا سه دالان افقی ختم میشود. افراد نر در داخل دالان صوتی به‌طور متوسط حدود نیم ساعت (۱۵ تا ۴۶ دقیقه) آواز میخوانند. این صدا اغلب در عصر روزهای گرم فصل بهار به گوش میرسد و مادهها را برای جفت‌گیری جلب مینماید.